# Aulamorphoides
Aulamorphoides là một chi bọ cánh cứng trong họ Chrysomelidae.
Chi này được Laboissiere miêu tả khoa học năm 1926.

## Các loài
Chi này gồm các loài:
- Aulamorphoides pectinicornis Laboissiere, 1926